# Межовська культура
Межовська культура — археологічна культура пізньої бронзової доби (XIII — початок VII ст. до н. е.) лісової зони Уралу, сформувалася під впливом черкаскульської культури за участі традицій населення тайгового Надтоболля і культур кола валикової кераміки степової зони Уралу і Казахстану, передусім саргаринсько-алексіївської. Назва від селища Межівка, розташованого на березі річки Багаряк (притока Сінари) у північній частині Челябінської області, Росія.
Межовська культура має подальші етапи розвитку угорської спільноти в активному контакті з індоіранським населенням уральських степів.

## Археогенетика та походження
Межовська культура утворилася на базі місцевого населення, спорідненого з носіями зрубної культури (близько 74 %), з додатковою домішкою, спорідненою сьогоденним нганасанам (близько 18 %) та домішкою Ancient North Eurasian (ANE) (близько 8 %).
Ймовірно, що пізніший протоугорський генофонд утворився внаслідок подальшої міграції зі сходу населення, що призвело до генофонду бл. 48 % споріднених зрубній культурі, бл. 44 % спорідненого сьогоденним нганасанам та c. 8 % ANE-подібне походження.
Таким чином, ймовірно, що Межовська культура складалася зі змішаного населення індоєвропейців (андроновська культура) та угорських племен (черкаскульська культура).

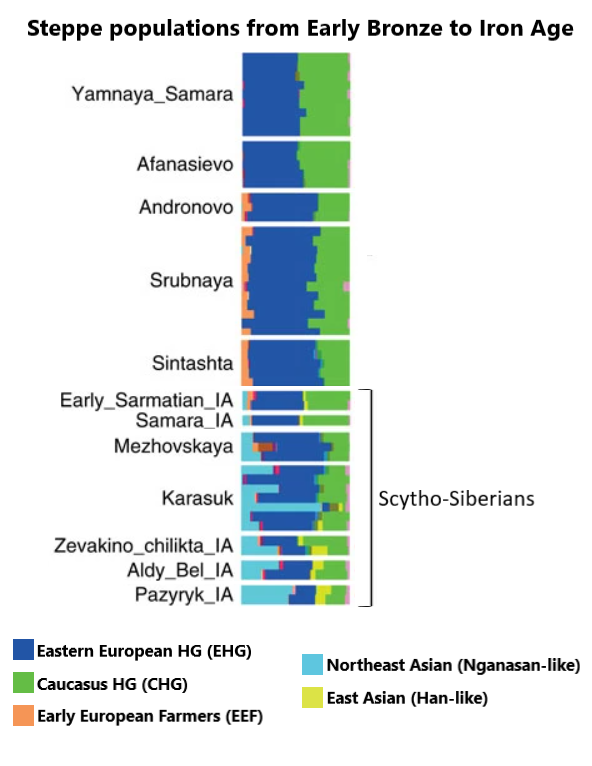
Генетичний склад населення степу бронзової та залізної доби

У 2015 році проведено генетичне дослідження стародавніх останків людей Межовської культури, знайдених у Каповій печері (Шульган-таш). Досліджено три особини (RISE523, RISE524, RISE525) Межовської культури на Південному Уралі 1400—1000 р.р. до н. е.
Аналіз їхніх батьківських гаплогруп визначив, що одна особа належала до гаплогрупи R1a1a1,
 тоді як інші дві були визначені як носії R1b, що, на думку істориків, було результатом міграції ранніх індоєвропейців з Чорного моря до Сибіру та Середньої Азії через Урал.
Аутосомний генофонд не згас, але частково мав свій внесок у пізніші угромовні групи.

## Етапи
Межовська культура розвивалася двома етапами:
- Межовський етап (XIII—IX ст. до н. е.)
- Березівський етап (VIII—VII ст. до н. е.).[9]

## Житла
Хати розкопано в Межовці, Каповій печері, Березівці та інших місцях.
Житла неукріплені площею до 35 м², і частіше траплялися в лісостепу Уралу, рідше у власне уральських лісах. Кількість землянок у поселенні коливалася від 1 до 10–15. Зазвичай це були неглибокі землянки, побудовані з каркасно-стовповою конструкцією.
Межовська культура мала багатогалузеве господарство з поєднанням виробничих (особливо скотарство, метал) і присадницьких (полювання, рибальство, збиральництво) форм господарства.
Могильники мали невеликі розміри (до 36 могил) і зустрічаються переважно в лісостепових районах Башкортостану.
Більшість складалися із земляних насипів над подовженими ямами в землі з трупами на спинах головою на захід-північний захід. Кремація була рідкістю. До складу могил часто входив інвентар, зазвичай посуд, рідше знаряддя праці та зброя, залишки тризни.
Межовська культура є завершальним етапом бронзової доби лісової зони Уралу і мала значний вплив на формування переходу уральських культур від бронзової до ранньої залізної доби.